# العلاقات اليمنية الروسية
العلاقات اليمنية الروسية، هي العلاقات الثنائية بين روسيا واليمن. أعلنت الجمهورية اليمنية في 30 ديسمبر 1991، رسميا اعترافها بروسيا الإتحادية بصفتها الوريثة الشرعية للإتحاد السوفيتي السابق وبضمن ذلك الاعتراف بجميع المعاهدات والإتفاقيات الدولية السارية المفعول.

## التاريخ

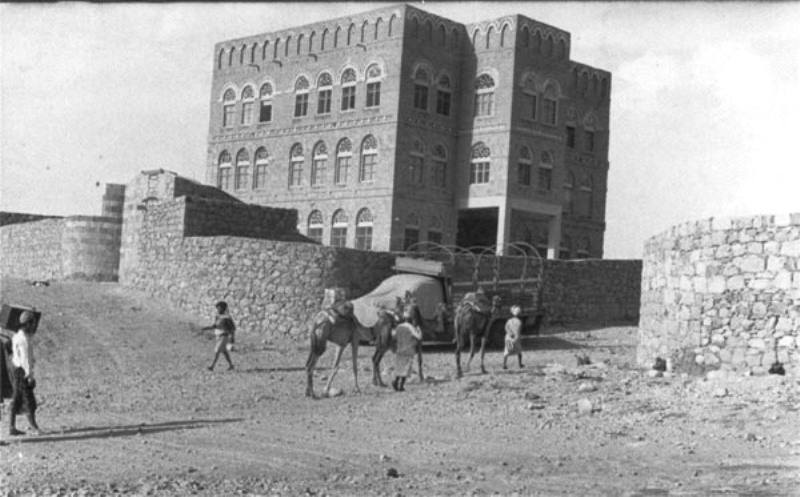
السفارة السوفيتية في تعز 1958 - 1962

بدأ أول اتصال رسمي بين اليمن والاتحاد السوفيتي في سنة 1927 في أنقرة العاصمة التركية حيث سلم محافظ الحديده آنذاك في مدينة جده بالمملكة العربية السعودية- رسالة للممثل الدبلوماسي للاتحاد السوفيتي أحتوى مضمونها على عرض من الملك يحيى لوضع علاقات تجاريه بين الدولتين، الاتحاد السوفيتي قبل هذا العرض وفي 1 نوفمبر 1928 في مدينة صنعاء تم التوقيع على أول اتفاقيه صداقيه وتجاريه بين الاتحاد السوفيتي والمملكة اليمنية، بينما اقيمت العلاقات الدبلوماسية بينهما في عام 1955.
زار علي عبد الله صالح رئيس الجمهورية العربية اليمنية (ومن ثم الجمهورية اليمنية) موسكو اربع مرات – مرتين قبل تفكك الاتحاد السوفيتي في عامي 1981 و1984 – ومرتين لاحقا في روسيا الحديثة – في عامي 2002 و2004. وتعتبر زيارته اليها في فبراير/شباط عام 2009 الزيارة الخامسة واليوبيلية.
ترتكز العلاقات بين الدولتين على قاعدة قانونية واسعة ممثلة بمعاهدتي الصداقة والتعاون مع جمهورية اليمن الديمقراطية الشعبية (عام 1979) والجمهورية العربية اليمنية(عام 1984) وغيرهما من الوثائق الثنائية.
اعلنت الجمهورية اليمنية في 30 ديسمبر/كانون الأول عام 1991 رسميا اعترافها بروسيا الاتحادية بصفتها الوريثة الشرعية للأتحاد السوفيتي السابق وبضمن ذلك الاعتراف بجميع المعاهدات والاتفاقيات الدولية السارية المفعول.
تم في ديسمبر/كانون الأول عام 1991 في اثناء الزيارة الرسمية للرئيس علي عبد الله صالح إلى موسكو التوقيع على اعلان مبادئ علاقات الصداقة والتعاون بين روسيا واليمن واتفاقية التعاون بين الحكومتين في مجال العلوم والثقافة والتعليم والرياضة والسياحة والاتفاقية بين الحكومتين حول تشجيع الاستثمارات وحمايتها بصورة متبادلة.
يدور بين البلدين حوار نشيط في المجال السياسي وزار موسكو وزير الخارجية ووزير دفاع اليمن. وفي عام 2005 زار صنعاء سيرغي لافروف وزير الخارجية الروسي. كما يتطور التعاون بين برلماني البلدين.
في مايو/أيار عام 2004 تم الاتفاق على إجراء تعاون أوثق حول قضايا مكافحة الإرهاب ولاسيما في هيئة الامم المتحدة ولجنة مكافحة الإرهاب التابعة لمجلس الأمن الدولي، وكذلك في اطار المحافل الدولية والإقليمية الأخرى. وتبحث امكانية عقد اتفاقية ثنائية حول التعاون في مجال مكافحة الإرهاب الدولي.
في نوفبمر/تشرين الثاني عام 2004 منحت اللجنة الدولية الخاصة بجائزة «اندريه بيرفوزفاني» الرئيس علي عبد الله صالح الجائزة الدولية تقديرا لخدماته في تعزيز الصداقة بين شعبي روسيا واليمن. وجرت المراسم الاحتفالية لتسليمه الجائزة وكذلك وسام الشرف لأندريه بيرفوزفاني في صنعاء في 21 نوفمبر/تشرين الثاني عام 2004 .

## فيثورة الشباب اليمنيةوبعدها
في ظل ثورة الشباب اليمنية الداعية لرحيل الرئيس السابق علي عبد الله صالح، ساعدت روسيا بصفتها عضوًا دائمًا في مجلس الأمن الدولي على عرقلة قرار يدين الحكومة اليمنية حيال القمع الدموي الذي يقوم به النظام 20 أبريل.
في 4 ديسمبر 2012 أكدت روسيا استعدادها لتقديم المساعدة لإجراء مؤتمر الحوار الوطني في اليمن، وأشار مندوب روسيا الدائم لدى الأمم المتحدة فيتالي تشوركين إلى الجهود التي تبذلها صنعاء من أجل الخروج من الأزمة السياسية الداخلية الحادة المستمرة على مدى عامين تقريبا، وقال إن عقد هذا المؤتمر يجب ان يكون الهدف الرئيسي للمستقبل القريب.

## التعاون العسكري – التقني
تحولت اليمن في الأعوام الاخيرة إلى زبون دائم لشراء مختلف اصناف الاسلحة. وانفقت صنعاء منذ عام 1998 مبلغ ملياري دولار لشراء الاسلحة. علما ان حصة السلاح الروسي منها تعادل النصف.
وزودت روسيا اليمن بالمقاتلات المتطورة ميج – 29 س م ت والمروحيات مي – 17 والعربات القتالية للمشاة ب م ب – 2 وغير ذلك من المعدات العسكرية. وتضمنت العقود حول توريد المقاتلات والمروحيات مواصلة المشتريات.ومنذ عدة اعوام قدمت إلى الرئيس اليمني المروحية مي – 171 من طراز VIP. علما ان المصانع الحربية الروسية مستعدة لأعداد برامج تحديث واصلاح الاسلحة المصدرة إلى الجيش اليمني سابقا وكذلك تقديم ارساليات كبيرة من قطع الغيار والمعدات. وفي مارس/آذار عام 2007 جرت مكالمة هاتفية بين الرئيس الروسي فلاديمير بوتين والرئيس علي عبد الله صالح طلب فيها الأخير تقديم ارساليات عاجلة من المعدات الحربية إلى اليمن بأسعار تسهيلية بسبب العمليات القتالية الجارية في محافظة صعدة.

## التعاون الاقتصادي والتجاري
تتطور العلاقات الاقتصادية والتجارية مع اليمن منذ عام 1956. لكن في الأعوام الاخيرة التي سبقت توحيد شطري البلدين وصل التعاون مع اليمن الشمالي إلى الصفر عمليا. وبلغ الحجم الإجمالي للألتزامات السوفيتية المنفذة في فترة الستينيات والسبعينيات بصورة رئيسية حوالي 6 بالمائة من المساعدات الاقتصادية الخارجية التي تلقتها الجمهورية العربية اليمنية.وبلغت حصة السلع الواردة من الاتحاد السوفيتي في استيرادات الجمهورية على أساس تجاري أقل من 1 بالمائة.
وبدأ التعاون مع جمهورية اليمن الديمقراطية الشعبية في عام 1969. وشيد بمعونة الاتحاد السوفيتي قسم كبيرة من المنشآت الصناعية والاجتماعية في البلاد. وبلغت حصة الاتحاد السوفيتي من القروض الاجنبية التي حصل عليها اليمن الجنوبي لأغراض التنمية الاقتصادية ما يربو على 50 بالمائة.
في فبراير/شباط عام 1991 وقع الاتحاد السوفيتي والجمهورية اليمنية اتفاقية تجارية تنص على تشكيل لجنة حكومية مشتركة حول التعاون الاقتصادي والتجاري والعلمي – التقني وكذلك البروتوكول حول الممثلية التجارية في صنعاء الذي حل محل الاتفاقيتين بهذا الشأن المعقودتين مع الجمهورية العربية اليمنية وجمهورية اليمن الديمقراطية الشعبية.
في عام 1996 وقع بروتوكول التعاون بين اتحاد الغرف التجارية والصناعية في اليمن والغرفة التجارية والصناعية في روسيا، وفي عام 2005 وقع يفغيني بريماكوف رئيس الغرفة التجارية والصناعية الروسية في اثناء زيارته إلى صنعاء اتفاقيتين حول التعاون بين الغرف التجارية والصناعية في البلدين وحول تأسيس مجلس الأعمال الروسي – اليمني.
وفي الوقت الحاضر يجري تنفيذ الاتفاقات الواردة في المذكرة الخاصة بالمباحثات حول قضايا تنمية التجارة والتعاون الاقتصادي والتقني الموقعة في 11 ديسمبر 2002 بموسكو. وفي ديسمبر 2007 عقد في صنعاء منتدى الأعمال الروسي – اليمني.
بلغ حجم التبادل السلعي بين البلدين في عام 2007 حوالي 9ر178 مليون دولار (8ر94 مليون في عام 2006). علما ان صادرات اليمن إلى روسيا قليلة وتعادل ما قيمته 1ر0 مليون دولار. اما مجموعة سلع التصدير التقليدية فهي الحبوب (7ر59 بالمائة) والسيارات والماكينات والمعدات ومنها وسائل النقل ومنتجات الصناعة الحربية (0ر28 بالمائة) وكذلك اجهزة الرقابة والقياس والاجهزة المنزلية والمعدات الطبية (8ر10).
توجد في اليمن ممثليات عديدة لبعض الشركات الروسية مثل «تكنوبروم اكسبورت» و«روس ابورون اكسبورت» و«تكنوستروي اكسبورت» ومؤسسة «زدراف اكسبورت» الاتحادية الحكومية وشركة صناعة الطائرات «ميج».
وتعتبر شركة «تيخنو بروم اكسبورت» من انشط الأطراف في التعاون الاقتصادي المدني بين البلدين. ويرتبط كثير من العقود المبرمة والجاري تنفيذها بصيانة واصلاح محطة «الحصوة» الكهرحرارية في عدن.
ويعمل الخبراء الروس من شركة «تكنو ستروي اكسبورت» في مصنع الاسمنت في باجل. وفي عام 2007 انجزت الشركة توريد المعدات وقطع الغيار إلى المصنع بمبلغ 830 ألف دولار. ويعمل في اليمن عن طريق الشركة 127 شخصا من ذوي المهن الطبية. كما يعمل هناك عن طريق «زدراف اكسبورت»
أكثر من 260 طبيبا. وفي ديسمبر/كانون الأول عام 2006 وقعت شركة «تكنوستروي اكسبورت» عقدا جديدا مع وزارة الصحة اليمنية حول تمديد التعاون لفترة 3 أعوام أخرى. كما يلاحظ الاتجاه بأستبدال الأطباء الروس برعايا البلدان الأخرى في رابطة الدول المستقلة.
أنتجت شركة «تكستيلماش» في مدينة تشيبوكساري وتولت تشغيل 40 ماكينة نسيج من اجل معمل النسيج في صنعاء.

## شطب ديون اليمن
عقد في نوفمبر/تشرين الثاني عام 1997 اجتماع نادي باريس لبحث إعادة جدولة الديون الخارجية لليمن ووقعت خلاله وثيقة حول اطفاء الديون اليمنية إلى روسيا الاتحادية وفق شروط تسهيلية بالنسبة إلى صنعاء. وبموجب الاتفاقية الحكومية الروسية – اليمنية الموقعة في ديبسمبر /كانون الأول عام 1999 بموسكو تم شطب نسبة حوالي 80 بالمائة من ديون اليمن البالغة 4ر6 مليار دولار. ويجري في المواعيد المقررة تسديد وخدمة ديون اليمن.